# Katholisches Pfarrhaus (Roth)
Das katholische Pfarrhaus in Roth, einer Stadt im mittelfränkischen Landkreis Roth in Bayern, wurde 1915 von Georg Hochreuther im Neubarock errichtet. Das Pfarrhaus, Hilpoltsteiner Straße 16, ist ein geschütztes Baudenkmal (A.Nr. D-5-76-143-59).
Es handelt sich um einen Neubarockbau mit Halbwalmdach, Zwerchgiebeln und Eckerkern.
- Siehe auch: Liste der Baudenkmäler in Roth